# Fiona Fullerton
Fiona Elizabeth Fullerton (Kaduna, 8 ottobre 1956) è un'attrice e imprenditrice inglese.
Tra i suoi ruoli celebri, quello di Alice nel film Le avventure di Alice nel Paese delle Meraviglie (1972), e della spia del KGB Pola Ivanova nel film 007 - Bersaglio mobile (1985).

## Biografia
Fullerton è la figlia di Bernard e Pamela (nata Crook) Fullerton. Figlia unica, nacque a Kaduna in Nigeria. Visse con i genitori a Singapore, in Germania e negli Stati Uniti. Dopo aver preso lezioni di balletto settimanali, all'età di 9 anni venne accettata come allieva dalla Elmhurst Ballet School di Camberley nel Surrey.

### Carriera
Debuttò nel cinema all'età di 12 anni nel 1969 con un ruolo in Corri libero e selvaggio. Successive partecipazioni annoverano Nicola e Alessandra (nel ruolo di Anastasia), Le avventure di Alice nel Paese delle Meraviglie (nel ruolo della protagonista Alice) all'età di 15 anni, e Il fattore umano.
In televisione fu nel cast originale della serie televisiva Angels della BBC nel 1975. In seguito apparve in altre serie tv quali The Charmer, Hold the Dream e La passione del potere. Nel 1982 recitò a teatro nel musical Camelot, insieme a Richard Harris.
Nel 1985 interpretò il ruolo di Pola Ivanova nel film 007 - Bersaglio mobile. Nel 1986 apparve nella miniserie televisiva Shaka Zulu.

### Anni successivi
Fullerton è titolare di una azienda che si occupa di gestione e compravendita di immobili, principalmente a Londra. Scrive anche una serie di rubriche sugli investimenti immobiliari.
Nel 2013 è apparsa come celebrità ospite nel programma Strictly Come Dancing della BBC.

## Vita privata
Nel 1976 sposò l'attore Simon MacCorkindale all'età di diciannove anni, ma la coppia divorziò nel 1981. Trascorse i seguenti tredici anni vivendo e lavorando a Londra. Nel 1994 conobbe Neil Shackell e lo sposò poco tempo dopo. Vive a Cotswolds insieme al figlio James e alla figlia Lucy.

## Filmografia

### Cinema
- Corri libero e selvaggio (Run Wild, Run Free), regia di Richard C. Sarafian (1969)
- Nicola e Alessandra (Nicholas and Alexandra), regia di Franklin J. Schaffner (1971)
- Le avventure di Alice nel Paese delle Meraviglie (Alice's Adventures in Wonderland), regia di William Sterling (1972)
- A Question of Faith, regia di Colin Nears (1979)
- Il fattore umano (The Human Factor), regia di Otto Preminger (1979)
- The Ibiza Connection, regia di Howard Arundel (1984)
- 007 - Bersaglio mobile (A View to a Kill), regia di John Glen (1985)
- Eine Frau namens Harry, regia di Cyril Frankel (1990)
- Quel tesoro di Diggity (Diggity: A Home at Last), regia di Tom Reeve (2001)

### Televisione
- Angels – serie TV, 20 episodi (1975-1976)
- Dick Barton: Special Agent – serie TV, 9 episodi (1979)
- Il sogno di Tahiti (Gauguin the Savage), regia di Fielder Cook – film TV (1980)
- The Kenny Everett Television Show – serie TV, 1 episodio (1985)
- Hold the Dream, regia di Don Sharp – miniserie TV (1986)
- Shaka Zulu, regia di William C. Faure – miniserie TV (1986)
- The Charmer, regia di Alan Gibson – miniserie TV (1987)
- Passione sotto la cenere (A Hazard of Hearts), regia di John Hough – film TV (1987)
- Hemingway, regia di Bernhard Sinkel – miniserie TV (1988)
- A Taste for Death, regia di John Davies – miniserie TV (1988)
- Spymaker: la vita segreta di Ian Fleming (The Secret Life of Ian Fleming), regia di Ferdinand Fairfax – film TV (1990)
- Un fantasma a Monte Carlo (A Ghost in Monte Carlo), regia di John Hough – film TV (1990)
- La passione del potere (To Be the Best), regia di Tony Wharmby – miniserie TV (1992)
- Sweating Bullets – serie TV, 1 episodio (1992)
- The Bogie Man, regia di Charles Gormley – film TV (1992)
- Happy Birthday Shirley, regia di Nigel Lythgoe – film TV (1996)

## Doppiatrici italiane
Nelle versioni in italiano dei suoi film, Fiona Fullerton è stata doppiata da:
- Isabella Pasanisi in Nicola e Alessandra, Le avventure di Alice nel Paese delle Meraviglie (dialoghi)
- Silvia Pepitoni in Passione sotto la cenere, Un fantasma a Monte Carlo
- Serena Verdirosi in 007 - Bersaglio mobile
- Fabrizia Castagnoli in Shaka Zulu
- Gianna Spagnulo in Le avventure di Alice nel Paese delle Meraviglie (canto)